# Список легіонерів ФК «Поділля» (Хмельницький)
Нижче наведено список іноземців в "Поділлі"
|  | Ім'я та прізвище         | Громадянство | Час виступів       | Матчі (голи) |
|  | ------------------------ | ------------ | ------------------ | ------------ |
|  | Кулинич Сергій           | Росія        | 1992               | 38/3         |
|  | Сартаков Ігор            | Росія        | 1992, 1993         | 22/1         |
|  | Мандриченко Іван         | Росія        | 1993               | 13/0         |
|  | Панкратьєв Ігор          | Литва        | 1995               | 21/0         |
|  | Скала Олексій            | Молдова      | 1995               | 6/0          |
|  | Федейчев Андрій          | Росія        | 1995-1996          | 14/1         |
|  | Брунджадзе Ніязі         | Грузія       | 1995-1997          | 62/2         |
|  | Дгебуадзе Кахабер        | Грузія       | 1998               | 35/7         |
|  | Бабуадзе Георгій         | Грузія       | 1997/99, 2000-2001 | 69/-76       |
|  | Колінс Нгаха             | Камерун      | 2004               | 4/0          |
|  | Таде Алваро Нгамба       | Камерун      | 2020               | 7/0          |
|  | Фаді Салбак              | Канада       | 2020-2021          | 22/8         |
|  | Вандже Джомза Івса Веслі | Камерун      | 2022               | 0/0          |